# تپه غربی پینه کوه
تپه غربی پینه کوه مربوط به هزاره اول قبل از میلاد است و در شهرستان خرم‌آباد، بخش مرکزی، دهستان رباط نمکی، روستای پیر حیاتی واقع شده و این اثر در تاریخ ۲۸ اسفند ۱۳۸۵ با شمارهٔ ثبت ۱۸۷۹۵ به‌عنوان یکی از آثار ملی ایران به ثبت رسیده است.